# Daniel Melingo

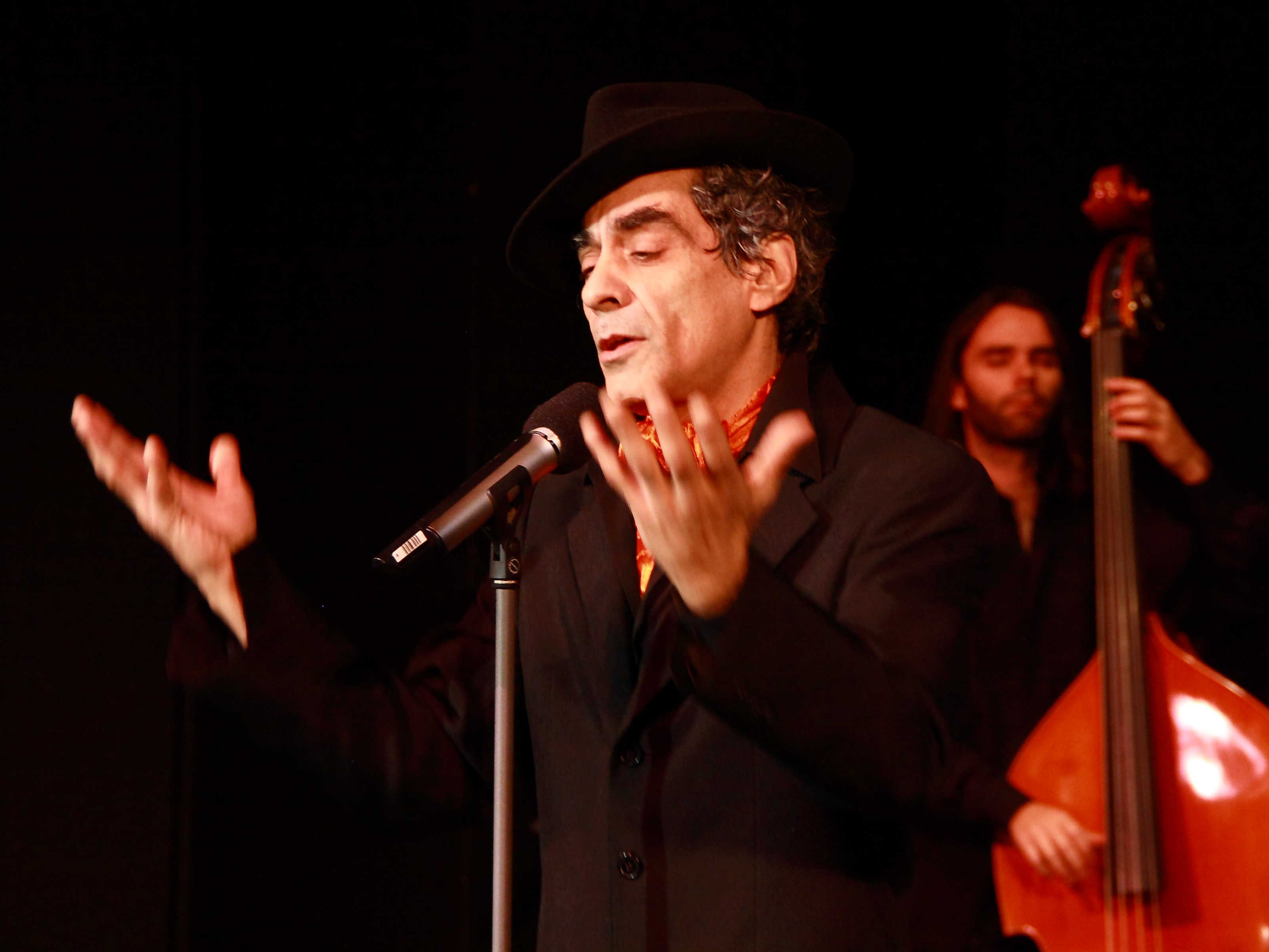
Melingo auf dem TFF Rudolstadt 2010

Daniel Melingo oder auch nur Melingo (* 22. Oktober 1957 in Buenos Aires) ist Klarinettist Gitarrist, Saxophonist, Komponist und Sänger. Ursprünglich vom Alternative Rock kommend, widmet er sich seit Mitte der 1990er Jahre als Sänger und Multiinstrumentalist mit seiner Band Los Ramones del Tango überwiegend dem Tango Argentino.

## Leben

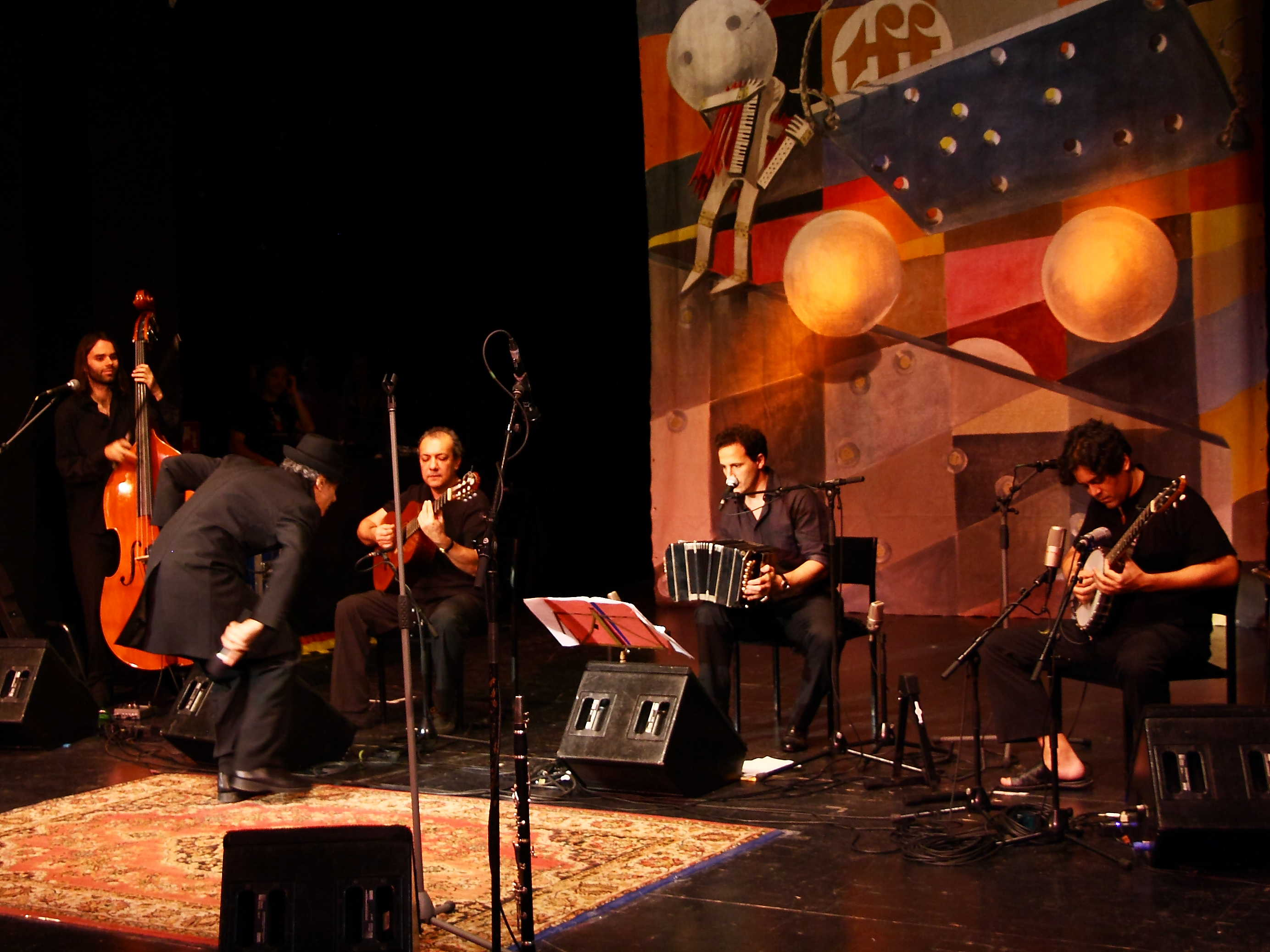
V. l. n. r.: Romain Lecuyer, Melingo, Diego Trosman, Manolo Cedron, Rodrigo Guerrra

Schon als Kind kam Alejandro Daniel Melingo mit dem Musikgeschäft in Kontakt, da sein Stiefvater der Manager des berühmten Tangosängers Edmundo Rivero war. Seine musikalische Ausbildung begann er mit dem Klarinettenstudium. Nachdem er zwischen 1975 und 1980 mit dem brasilianischen Sänger Milton Nascimento aufgetreten war, arbeitete Melingo in den frühen 1980ern unter der argentinischen Militärdiktatur in der unabhängigen Theaterszene von Buenos Aires. Als nach dem Falklandkrieg die Einschränkungen im kulturellen Bereich allmählich gelockert wurden, wirkte er u. a. an einer Rockoperversion von Die Insel des Dr. Moreau mit. Zwischen 1980 und 1982 bzw. 1983 wirkte er als Saxofonist, Klarinettist, Gitarrist und Sänger in der 1967 von Miguel Abuelo gegründeten Band mit Abuelos de la Nada mit, der u. a. auch Andrés Calamaro angehörte. 1982 spielte bei der u. a. von The B-52’s beeinflussten Band Los Twist, deren Mitbegründer er auch war. Ab 1986 lebte Melingo für knapp zehn Jahre in Spanien, wo er die Band Lions in Love leitete.
Nach der Rückkehr in die Heimat 1994 veröffentlichte er seine Bearbeitung der argentinischen Graphic Novel El Eternauta. Seit Mitte der 1990er Jahre wendete sich Melingo mit seinen Veröffentlichungen dem Tango zu und tourt seitdem mit seinem Programm und der Begleitband Los Ramones del Tango weltweit. In der britischen Presse wurde er als „der Mann, der den Tango ernsthaft cool machte“ bezeichnet. Seine Texte sind in Lunfardo, der „Gaunersprache“ von Buenos Aires verfasst – sie handeln von den Absurditäten seines Barrios, von Serienmördern (Pequeño paria) oder Taschendieben. Der Kritiker Christoph Buchs nannte ihn den „Tom Waits des Tango“. Um seine Poesie angemessen interpretieren zu können, begann Melingo im Alter von 43 Jahren klassischen Gesang zu studieren.
Auf seinem Album Maldito Tango („Verfluchter Tango“) aus dem Jahr 2007 wirkt u. a. der Sänger Cristóbal Repetto mit.
Auf dem Album Tango 3.0 von Gotan Project aus dem Jahr 2010 ist er bei dem Stück Tu Misterio als Sänger und Klarinettist zu hören.
Mit Anda aus dem Jahre 2016 widmet sich Melingo, im Vergleich zu den vorherigen, eher am argentinischen Tango orientierten Alben, verstärkt der Weltmusik, Rumba-Klassikern, Fox-Trots, aber auch Jazz, bis hin zur Klassik. Dabei interpretiert er die Stücke in einem, abermals zum zeitgenössischen Tango hinführenden Stil. Der Kritiker Jörn Kitzhöfer bemerkt dazu: „Viele Rezensenten zogen in der Vergangenheit einen Vergleich Melingos zu Tom Waits; mit Anda wirkt dieser Musiker jedoch eher als zeitreisend-träumender Vagabund, der auf dem Weg Bekanntes und Verschüttetes aufliest und neu interpretiert.“

## Zitat
„Ohne Schmerz kommt man gar nicht erst darauf, sich die Fragen zu stellen, zu denen man die Antworten sucht. Natürlich steht beides auch in enger Verbindung, das Leiden und die Tangokultur und der Topos des sich Entliebens, des desamor, der sehr stark mit dem Tango in Verbindung steht […]. Ich finde gerade im Leiden auch die Freude. Der Schmerz macht mich fröhlich.“

## Auszeichnungen
- Premios Gardel 2009: Maldito Tango als bestes Tangoalbum eines männlichen Künstlers[6]
- Latin Grammy 2009: Maldito Tango nominiert als bestes Tangoalbum[7]

## Diskografie
- 1995: H2O
- 1998: Tangos Bajos
- 2003: Ufa
- 2004: Santa Milonga
- 2008: Maldito Tango
- 2011: Corazón & Hueso
- 2014: Linyera
- 2016: Anda
- 2020: Oasis